# Roberval (Quebec)

Roberval é uma cidade do Canadá, província de Quebec. Sua população é de aproximadamente 11 mil habitantes (do censo nacional de 2001).